# ألكسندر ماليتين
ألكسندر ماليتين (بالروسية: Малетин, Александр Иванович)‏ (مواليد 6 فبراير 1975) هو ملاكم روسي، مثّل بلاده في الألعاب الأولمبية الصيفية في دورتي 2000 و2004.

## روابط خارجية
ألكسندر ماليتين على موقع أوليمبيديا (الإنجليزية)